# Ođenica
Ođenica je rijeka u Hrvatskoj.
Rijeka Ođenica silazi s obližnje Bilogore i protječe kroz Viroviticu. Ulijeva se rijeku Dravu istočno od sela Okrugljača.
U predtursko doba naziv Verevče se odnosio na naselje. Tako npr. 1508. godine za virovitički franjevački samostan kaže se u jednoj ispravi da se nalazi in opido Werewcze prope fluvio Werewcze (u gradu Verevče kraj rijeke Verevče).
Dužina Ođenice od Virovitičkih ribnjaka do Drave: 13,2 km
Površina slijeva toka: 131,62 m2